# 尔赛河站
尔赛河站（站牌上彝文站名写作ꇐꌋꉼ/lu si hop，彝文时刻表上站名写作ꇓꌋꉼ/lur si hop）是一个成昆线上的铁路车站，位于四川省凉山彝族自治州越西县依洛地坝镇布黑阿莫（原属尔赛乡），目前为四等站，邮政编码为616675。目前车站主要办理通过与会让业务，客运每日仅有一对慢车停靠，不办理货运业务。
车站建于1970年，设有2条股道，海拔2200米。2018年曾进行信号设备改造。